# Odette (Vorname)
Odette ist ein weiblicher Vorname.

## Herkunft und Bedeutung
Der Name Odette ist eine französische Verkleinerungsform zum germanischen Vornamen Oda.

## Namensträgerinnen
- Odette Annable (* 1985), US-amerikanische Schauspielerin
- Odette Bereska (* 1960), deutsche Schauspielerin und Dramaturgin
- Odette de Carvalho e Souza (1904–1970), brasilianische Diplomatin
- Odette de Champdivers (ca. 1385–1424), französische Mätresse
- Odette Eid (1922–2019), libanesische Bildhauerin, seit ihrer Kindheit in Brasilien gelebt
- Odette Fabius (1910–1990), französische Résistance-Kämpferin und Autorin
- Odette Ferreira (1925–2018), portugiesische Professorin der Mikrobiologie
- Odette Gartenlaub (1922–2014), französische Komponistin, Pianistin und Musikpädagogin
- Odette Joyeux (1914–2000), französische Schauspielerin und Schriftstellerin
- Odette Maniema Krempin (1971–2016), Honorarkonsulin der Demokratischen Republik Kongo
- Odette Hamilton (* 1979), jamaikanische Fußballschiedsrichterin
- Odette Lapierre (* 1955), kanadische Marathonläuferin
- Odette Micheli (1896–1962), Schweizer Schriftstellerin
- Odette de Mourgues (1914–1988), französische Anglistin, Romanistin, Literaturwissenschaftlerin und Schriftstellerin
- Odette Ntahonvukiye (* 1994), burundische Judoka
- Odette du Puigaudeau (1894–1991), französische Schriftstellerin und Entdeckungsreisende
- Odette Sansom (1912–1995), britische Agentin
- Odette Talazac (1883–1948), französische Schauspielerin
- Odette Wegwarth, deutsche Psychologin und Bildungsforscherin
- Odetta Holmes (1930–2008), US-amerikanische Sängerin (Folk, Blues und Spirituals)